# Enzo Ferrari
Enzo Anselmo Giuseppe Maria Ferrari (italienska: [ˈɛntso anˈsɛlmo ferˈraːri], född 18 februari 1898 i Modena, Emilia-Romagna, död 14 augusti 1988 i Maranello, Emilia-Romagna, var grundare av racingstallet Scuderia Ferrari och bilmärket Ferrari.
Ferrari var verksam som testförare för en liten bilproducent i Milano efter första världskriget. 1920 blev han racerförare för Alfa Romeo och 1929 bildade han racingstallet Scuderia Ferrari som fortsatte som Alfa Romeos officiella racingstall även sedan Ferrari själv slutat tävla 1932. Den första tävlingsbil som Ferrari själv designade byggdes 1937, då för Alfa Romeo. 1939 klippte han sitt stalls band till Alfa Romeo och grundade företaget Ferrari SpA, som började tillverka tävlingsbilar 1946. Ferraribilarna blev snabbt kända för att vara snabba och hålla hög kvalitet, och vann många formel 1-tävlingar från 1950-talet.
Ferrari sålde 50 procent av sitt företag till Fiat 1969, men fortsatte som ordförande till 1977 och behöll kontroll över företaget fram till sin död 1988. Han lät bygga Ferraris testbana Fiorano Circuit där han själv bodde och tittade på testerna. Han var ytterst sällan på tävlingarna utan följde dessa på telefon. Ferrari var mycket karismatisk och de personer som träffade honom brukade beskriva det som en av deras största stunder.[källa behövs] Den tidigare F1-världsmästaren Keke Rosberg sade till F1 Racing 2003 att han höll på att svimma när han mötte italienaren i en depå. Enzo Ferraris karisma hjälpte till att bygga upp myten kring bilmärket Ferrari.
Enzo Ferrari blev för sina insatser invald i International Motorsports Hall of Fame 1994 och hyllades med bilmodellen Ferrari Enzo Ferrari 2003.
Asteroiden 4122 Ferrari är uppkallad efter honom.